# Walt Stanchfield
Walt Stanchfield, né le 14 juillet 1919 à Los Angeles et décédé le 3 septembre 2000 dans le comté de Santa Barbara en Californie, est un animateur américain ayant travaillé aux studios Disney.

## Filmographie
- 1966 : Winnie l'ourson et l'Arbre à miel
- 1967 : Le Livre de la jungle
- 1968 : Winnie l'ourson dans le vent
- 1970 : Les Aristochats
- 1977 : Les Aventures de Winnie l'ourson
- 1977 : Les Aventures de Bernard et Bianca
- 1978 : Le Petit Âne de Bethléem
- 1979 : A Family Circus Christmas
- 1981 : Rox et Rouky
- 1985 : Taram et le Chaudron magique
- 1986 : Basil, détective privé
- 1988 : Qui veut la peau de Roger Rabbit